# Coupe Memorial 1925
Navigation
Édition précédente Édition suivante
La finale de l'édition 1925 de la Coupe Memorial se joue au Arena Gardens de Toronto en Ontario. Le tournoi est disputé dans une série au meilleur de trois rencontres entre le vainqueur du Trophée George T. Richardson, remis à l'équipe championne de l'est du Canada et le vainqueur de la Coupe Abbott remis au champion de l'ouest du pays.

## Équipes participantes
- Le Aura Lee de Toronto , de l'Association de hockey de l'Ontario en tant que vainqueurs du Trophée George T. Richardson.
- Les Pats de Regina de la Ligue de hockey junior de la Saskatchewan en tant que vainqueurs de la Coupe Abbott.

### Résultats
Les Pats de Regina remportent leur première Coupe en l'emportant en deux rencontres.
|  | Pats de Regina | 2-1 (pr) | Aura Lee de Toronto | Toronto |

|  | Pats de Regina | 5-2 | Aura Lee de Toronto | Toronto |

## Effectifs
Voici la liste des joueurs des Pats de Regina, équipe championne du tournoi 1925 :
- Dirigeant et Entraîneur : Al Ritchie.
- Joueurs : Sly Acaster, Jack Crapper, Jack Cranstoun, Jack Cunning, Ken Doraty, Bert Dowie, Stan Fuller, Johnny Gottselig, Frank Ingram, Ike Morrison.